# الدوري الأمريكي لكرة السلة للمحترفين 1985–86
الدوري الأمريكي لكرة السلة للمحترفين 1985–86 (بالإنجليزية: 1985–86 NBA season)‏ هو موسم من إن بي أي. أقيم خلال الفترة 25 أكتوبر 1985 وحتى 8 يونيو 1986، وأشرف على تنظيمه إن بي أي، وفاز فيه بوسطن سيلتكس.